# 자기저항효과
자기저항 효과(Magnetoresistance Effect)는 금속 혹은 반도체에 자기장이 인가 되었을 때 전기 저항이 변화하는 효과를 말한다. 자기장에 의한 전기저항이 약한경우 전기저항의 증가량은 약한 자기장 세기의 제곱에 비례한다. 자기 저항 효과에는 2가지 효과로 나눌 수 있는데, 자기장의 방향에 대한 전류의 방향이 수직일 경우 이를 가로효과, 평행인 경우를 세로효과라고 한다. 자기 저항 효과는 1883년 영국의 L.켈빈에 의해 발견되었다

## 같이 보기
- 거대자기저항
- 터널자기저항